# فرودگاه شهری اونیانتا
فرودگاه شهری اونیانتا (به انگلیسی: Oneonta Municipal Airport) یک فرودگاه همگانی بهره‌برداری هوایی با کد یاتا ONH است که یک باند فرود آسفالت دارد و طول باند آن ۱۲۸۰ متر است. این فرودگاه در کشور ایالات متحده آمریکا قرار دارد و در ارتفاع ۵۳۷ متری از سطح دریا واقع شده است.